# Nesipelma
Genre
Nesipelma est un genre d'araignées mygalomorphes de la famille des Theraphosidae.

## Distribution
Les espèces de ce genre sont endémiques de Saint-Christophe-et-Niévès.

## Liste des espèces
Selon World Spider Catalog (version 21.0, 22/06/2020) :
- Nesipelma insulare Schmidt & Kovařík, 1996
- Nesipelma medium (Chamberlin, 1917)

## Publication originale
- Schmidt & Kovařík, 1996 : Nesipelma insulare gen. et sp. n. from the Nevis Island, Lesser Antilles (Arachnida: Araneida: Theraphosidae). Arachnologisches Magazin, vol. 4, no 6, p. 1-9.